# Bellonia
Bellonia is een geslacht van planten uit de familie Gesneriaceae. Het geslacht heeft vertegenwoordigers op Cuba en Hispaniola. Het werd in 1703 door Charles Plumier vernoemd naar Pierre Belon. Carl Linnaeus nam in 1753 die naam als wetenschappelijke naam over in Species plantarum.

## Kenmerken
Het zijn struiken die 0,4 – 1,2 m hoog worden. De stengels zijn houtachtig. De bladeren zijn tegenoverstaand, slank, met een getande rand als van de hulst. De bloemen staan in de oksels van de bladeren. De kelkbladen zijn smal. De kroonbladen zijn wit, elliptisch tot rond.

## Soorten
- Bellonia aspera L.
- Bellonia spinosa Sw.